# ایزابل سادویان
ایزابل سادویان (ارمنی: Իզաբել Սադոյան؛ فرانسوی: Isabelle Sadoyan‎؛ زادهٔ ۱۲ مهٔ ۱۹۲۸ - درگذشته ۱۰ ژوئیهٔ ۲۰۱۷) یک بازیگر ارمنی-فرانسوی بود. وی از سال ۱۹۷۰ تا ۲۰۱۷ میلادی مشغول فعالیت بود. شوهر وی ژان بوییس نیز هنرپیشه می‌باشد.
در فیلم‌های کارگردان‌هائی همچون ژن مورو، کلود شابرول، کلود للوش، لوک بسون، ژان-لوک گدار، آنری ورنوی، برتران تاورنیه، روبرت کشیشیان و کریشتوف کیشلوفسکی نقش آفرینی کرده‌است.

## بخشی از فیلمشناسی
از فیلم‌ها یا برنامه‌های تلویزیونی که وی در آنها نقش داشته‌است می‌توان به آثار زیر اشاره کرد.
- حلقه ازدواج (۱۹۷۰)
- آقای کلاین (۱۹۷۵)
- میل مبهم هوس (۱۹۷۷)
- جوان خام (۱۹۷۹)
- مایریگ (۱۹۹۱)
- پلاک ۵۸۸ خیابان پارادی (۱۹۹۱)
- سه رنگ: آبی (۱۹۹۲)
- بینوایان (۱۹۹۵)
- طعمه (۱۹۹۵)
- روز هشتم (۱۹۹۶)
- آرام (۲۰۰۲)
- جایگزین‌ناپذیر (۲۰۱۶)